# Topol pri Begunjah
Topol pri Begunjah je naselje v Občini Cerknica.

## Prebivalstvo
Etnična sestava 1991:
- Slovenci: 85 (96,6 %)
- Neznano: 3 (3,4 %)